# Magdalena de la Cruz
Magdalena de la Cruz (Aguilar de la Frontera, Córdoba, 1487-Andújar, 1560) fue una monja franciscana española del convento de Santa Isabel de los Ángeles (Córdoba). 

## Biografía
Durante muchos años fue honrada como santa en vida, con abundantes visiones místicas y milagros, gozando de gran influencia en la Corona de Castilla, aunque mirada con sospecha por san Ignacio de Loyola. Tras caer gravemente enferma en 1543, Magdalena confesó una larga carrera de engaños e hipocresía, atribuyendo la mayor parte de las maravillas que se le atribuían a la acción de los demonios por los que se consideraba poseída. Fue condenada por la Inquisición, en un auto de fe celebrado en Córdoba en 1546, a cadena perpetua en un convento de su orden en Andújar, donde se cree que murió.
Durante las primeras décadas del siglo XVI fue considerada santa y afirmaba estar en comunicación constante e íntima con Dios. Sus devotos incluyeron al general de la Orden Franciscana, Fray Francisco de los Ángeles Quiñones; Fray Francisco de Osuna, el místico cuyos escritos fueron tan apreciados por santa Teresa de Ávila; y el arzobispo de Sevilla e inquisidor general Alonso Manrique. De hecho, en el nacimiento del futuro Felipe II en 1527, «los hábitos de esta monja fueron enviados como un objeto sagrado para que el infante pudiera ser envuelto en ellas y así parecer ser blindado y protegido de los ataques del Diablo».
En 1533 Magdalena fue elegida abadesa de su convento y se encontró en la cima de su poder y popularidad. Sólo en 1546, y después de muchas falsas profecías, visiones y milagros, incluyendo un controvertido embarazo, la Inquisición cordobesa comenzó su investigación, que condujo al auto de fe.